# Pan Lodowego Ogrodu

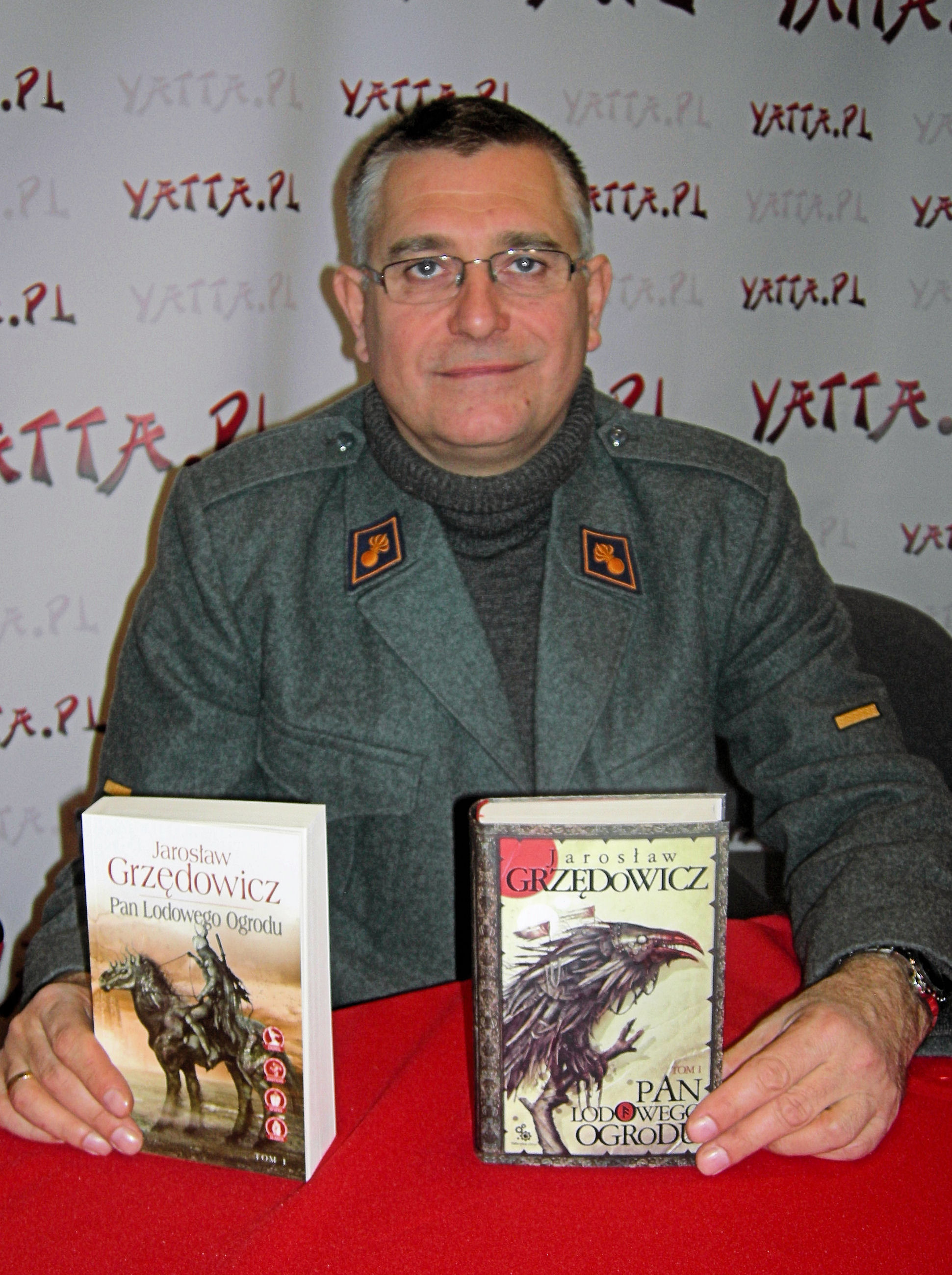
Jarosław Grzędowicz z egzemplarzami powieści, Pyrkon 2014

Pan Lodowego Ogrodu – czterotomowa powieść science fantasy autorstwa Jarosława Grzędowicza wydana w latach 2005–2012.
Pierwszy tom został wydany przez oficynę Fabryka Słów w 2005 r. i zdobył: Nagrodę im. Janusza A. Zajdla i Sfinksa. Również kolejne tomy, wydane odpowiednio w latach 2007, 2009 i 2012, zdobywały uznanie czytelników – oraz kolejne nagrody lub nominacje.
Akcja powieści toczy się na planecie Midgaard, gdzie technologia przeplata się z magią. Głównym bohaterem jest komandos Vuko Drakkainen, wysłany z Ziemi, by odnaleźć zaginioną ekspedycję naukową i przywrócić porządek, nie ingerując w miejscową kulturę. W trakcie misji Vuko odkrywa, że planeta funkcjonuje według magicznych praw, które nieraz są trudne do zrozumienia i wyjaśnienia przez Ziemian. Równolegle śledzimy losy młodego księcia Filara, który po śmierci ojca cesarza musi uciekać i walczyć o przetrwanie. Z biegiem czasu jego ścieżki krzyżują się z Vuko, a obaj bohaterowie stają przed wyzwaniem związanym z politycznymi intrygami, walką o przetrwanie i własnym przeznaczeniem. 
Vuko i Filar są głównymi narratorami powieści.

## Historia wydań
Poszczególne tomy zostały wydane w latach 2005 (I), 2007 (II), 2009 (III) i 2012 (IV).
Powieść doczekała się szeregu wydań (tom I był wznawiany m.in. w latach 2009, 2012, 2018, 2021 i 2022) i tłumaczeń (m.in. na j. czeski, rosyjski i białoruski). Na początkku lat 20. łączne nakłady dzieła sięgnęły powyżej miliona egzemplarzy.
Według Grzędowicza, Pan Lodowego Ogrodu „nie jest czterotomowym cyklem fantasy, a jedną powieścią, ze względów technicznych podzieloną na cztery tomy”, i że nie jest to seria, ale „powieść. Jedna. W czterech tomach”, której fabuła i zakończenie było z góry ustalone. W wywiadzie z 2012 napisał, że nie planuje kontynuacji powieści.

## Oprawa graficzna
Ilustracje dla powieści tworzyli: Jan J. Marek (ilustracje wydania z 2009) Dominik Broniek (ilustracje wydania z 2012), Grzegorz Kmin (okładka wydania z 2009), Piotr Cieśliński (okładka wydania z 2012).

## Fabuła
Główny bohater, Vuko Drakkainen, wyposażony w zdobycze najnowszej techniki, czyniące z niego prawie nadczłowieka, szuka na obcej planecie, zwanej Midgaardem, naukowców z placówki badawczej, z którymi utracono wszelki kontakt dwa lata wcześniej; ma ich uratować albo, jeśli będzie to konieczne, zlikwidować. Zadanie jest jednak nadzwyczaj trudne, gdyż planetę zamieszkuje antropoidalna cywilizacja (pierwsza w badanym kosmosie), ale przede wszystkim wydaje się, że obecna jest tam magia. Aby upodobnić się do lokalnych mieszkańców Vuko zostaje poddany operacji oczu oraz przyjmuje lokalne imię Ulf Nitj’sefni. W jego mózg wszczepiono pasożytniczy grzyb – Cyfral. Kolejne tomy opisują poszukiwania naukowców z Ziemi prowadzone przez Drakkainena. Okazuje się, że połowa z nich zginęła, zaś pozostała czwórka odnalazła się w nowej sytuacji, stając się Czyniącymi – osobami mogącymi magicznie kształtować rzeczywistość wokół siebie. Głównymi przeciwnikami Drakkainena jest dwoje z nich, którzy bezwzględnymi metodami dążą do panowania nad światem. W trakcie rozwoju akcji Vuko sam stanie się Czyniącym, a także nawiąże kontakt z bogami Midgardu.
Równolegle przedstawione są losy Filara, młodego księcia Tygrysiego Tronu, który pobiera wszechstronne nauki na dworze swojego ojca. Gdy w cesarstwie wzmagają się niepokoje społeczne powodowane klęską suszy, powraca pradawna wiara w Podziemną Matkę, a w miastach powstają świątynie – Czerwone Wieże. Cesarz postanawia zniszczyć Czerwone Wieże, ale w wyniku przewrotu ginie wraz z całą rodziną. Młody syn cesarza jako ostatni potomek rodu musi ratować się ucieczką. Początkowo towarzyszy mu Brus, zaufany człowiek obeznany w sztuce walki i przetrwania, potem dołączają inni. Wygnańcy obserwują upadek cesarstwa oraz przejęcie władzy przez fanatycznych wyznawców Podziemnej Matki. Filar, szukając swego przeznaczenia, podróżuje przez różne krainy jako najemnik, a nawet popadając w niewolę. W końcu obaj główni bohaterowie odnajdują się w Lodowym Ogrodzie i stają wspólnie do walki; w międzyczasie Vuko zginął, ale został wskrzeszony przez Bogów Midgardu, stając się bliższy mieszkańcom planety, z którymi zaczął się identyfikować.
W trakcie powieści Vuko pokonuje swoich wrogów; a Bogowie Midgardu wymazują z pamięci większości mieszkańców planety pamieć o Ziemianach-Czyniących. Sam Vuko zmuszony jest do powrotu na Ziemię, zachowuje jednak swoje umiejętności poza Midgardem, stając się pierwszym człowiekiem-magiem („nanowektorową hybrydą”).

## Świat przedstawiony

### Bohaterowie
Ludzie
- Vuko Drakkainen, występujący jako Nitj’sefni (Nocny Wędrowiec) – wszechstronnie wyszkolony żołnierz jednostek specjalnych, wysłany z Ziemi na ratunek ekipie naukowej[14]. Syn Aaki Drakkainena i Anity Ostrowskiej[15], posiada korzenie polskie, chorwackie i fińskie. Ma domy w 3 miastach: Hvarze, Wrocławiu i Turku[16].
- Pier van Dyken, Aaken – jeden z poszukiwanych naukowców (lingwista kulturowy i filozof[17]), który posiada umiejętność władania magią i zmienia układ sił na planecie, przeciwnik Drakkainena[9].
- Olaf Fjollsfinn – jeden z naukowców (ksenoetnolog[17][9]), stwórca Lodowego Ogrodu i jego władca. Był to „wysoki, dziarski starzec o długich, srebrnych włosach z rudą brodą”[16], lecz po eksperymentach w Lodowym Ogrodzie wyglądał jak „stwór o oczach wypełnionych bladoniebieskim lodem, gołej, gładkiej jak bazalt czaszce porośniętej lasem wyrostków przypominających zamek, z wieżami i blankowanymi murami”[18].
- Ulrike Freihoff/Nahel Ifrija – Ifrija to tajemnicza postać stojąca za upadkiem cesarstwa, orędowniczka wiary w Podziemną Matkę[19], w rzeczywistości Ulrike Freihoff, jedna z poszukiwanych przez głównego bohatera naukowców z Ziemi[9].
- Passionaria Callo – kobieta z grupy zaginionych naukowców, Hiszpanka, „nieszczególnie piękna, z krótkim, zadartym nosem, kanciastą szczęką i szerokimi ustami jak kreska wycięta pod nosem”[20], „Pogrążyła się w czymś w rodzaju magicznej katatonii i kontroluje całą dolinę”[21], nazywana Panią Bolesną[9].

Midgaardczycy
Planetę, na której rozgrywa się akcja powieści zamieszkuje gatunek bardzo podobny do ludzi różniący się od mieszkańców Ziemi tylko szczegółami takimi jak wielkość tęczówek oczu, czy liczba zębów. Składa się on z różnych nacji różniących się językiem, kulturą i zwyczajami, takich jak Kireneni, Amitraje, Kebiryjczycy, Ludzie Ziemi Ognia, Ludzie Węże.
- Filar, syn Oszczepnika – Kirenen, noszący także amitrajskie imię Terkej Tendżaruk (Odwrócony Żuraw), syn cesarza Kirenenów i Amitrajów, po śmierci ojca – ostatni potomek i władca dynastii Tendżaruk, przyjmuje imię Ardżuk Hatarmał, aby ukryć się przed wrogami[9][22].
- Brus, syn Piołunnika – pochodzący z klanu Strumienia, doświadczony w boju mężczyzna, który po upadku cesarstwa pomaga uciec Ardżukowi – jest jego opiekunem i przewodnikiem.
- Benkej Habzagał – Amitraj wierny kireneńskiemu tohimonowi[23], tropiciel, razem z Filarem przemierza pustynię i dostaje się w niewolę u ludzi-niedźwiedzi.
- Aiina – nauczycielka Filara na cesarskim dworze, oprócz wiedzy politycznej i handlowej nauczyła też młodego następcę tronu sztuki miłości. Mówiła o kontaktach seksualnych: „Zapamiętaj, to jest walka. Tylko że w walce bronią jest umiejętność zadawania bólu. Tu – umiejętność dawania rozkoszy. To, czym w walce jest groźba cierpienia, tym jest tutaj obietnica ekstazy. Jednak efekt jest ten sam. Jest to władza, jaką daje zwycięstwo nad pokonanym.”[24]
- Njorvin – jeden z ludzi-niedźwiedzi, handluje solą, perfumami i niewolnikami.
- Smildrun Lśniąca Rosą – bogata, gruba kobieta[25], która kupiła Benkeja i Filara jako niewolników i traktowała ich z pogardą i agresją.
- Kruczy Cień – „jednooki karzeł na dwukołowym wózku zaprzężonym w osła”[18], handlarz magicznymi rzeczami (takimi które czynią).
- Grunaldi Ostatnie Słowo – „starszy żeglarz z przystrzyżoną, pomarańczową brodą i związanymi na karku włosami”[26], sprzymierzeniec Vuko.
- Sylfana Mówiąca Płomieniem – siostra styrsmana, towarzyszka Vuko, „Ma duże zęby jak na mieszkankę Wybrzeża, prawie jak ludzkie, ale równe i białe. Do tego te wyraźne brwi i wąski jak ostrze, wypukły nos. Zdecydowanie w moim typie, tylko że ja jestem w pracy” – Vuko o Sylfanie[17].
- Warfnir Biegnący Ze Zbocza – towarzysz Vuko, wraz z nim wyrusza w morską podróż na lodowym drakkarze.
- Spalle Rybi Nóż – towarzysz Vuko, wraz z nim wyrusza w morską podróż na lodowym drakkarze.
- N’Dele Aligende – ciemnoskóry Kebiryjczyk, zwinny i wysoki, wraz z Filarem podróżuje przez pustynię Nahel Zym.
- Szkarłat – kapłan Podziemnej Matki szpiegujący na Wybrzeżu Żagli dla Prorokini (Nahel Ifriji), potrafi zmieniać wygląd twarzy, wyglądał jak „niski, chudy cudzoziemiec z Południa, z czerwonymi bliznami po jakiejś chorobie na twarzy”[27], biegły w walce, włada wymyślną bronią np. biczem z macki żagiewnicy[28]

#### Inni
Cyfral – cybernetyczny symbiont wspomagający Drakkainena. Śmierć i zmartwychwstanie Drakkainena przekształcają cyfrala w samodzielną istotę płci żeńskiej o wyglądzie disneyowskiej Dzwoneczek.

### Fauna

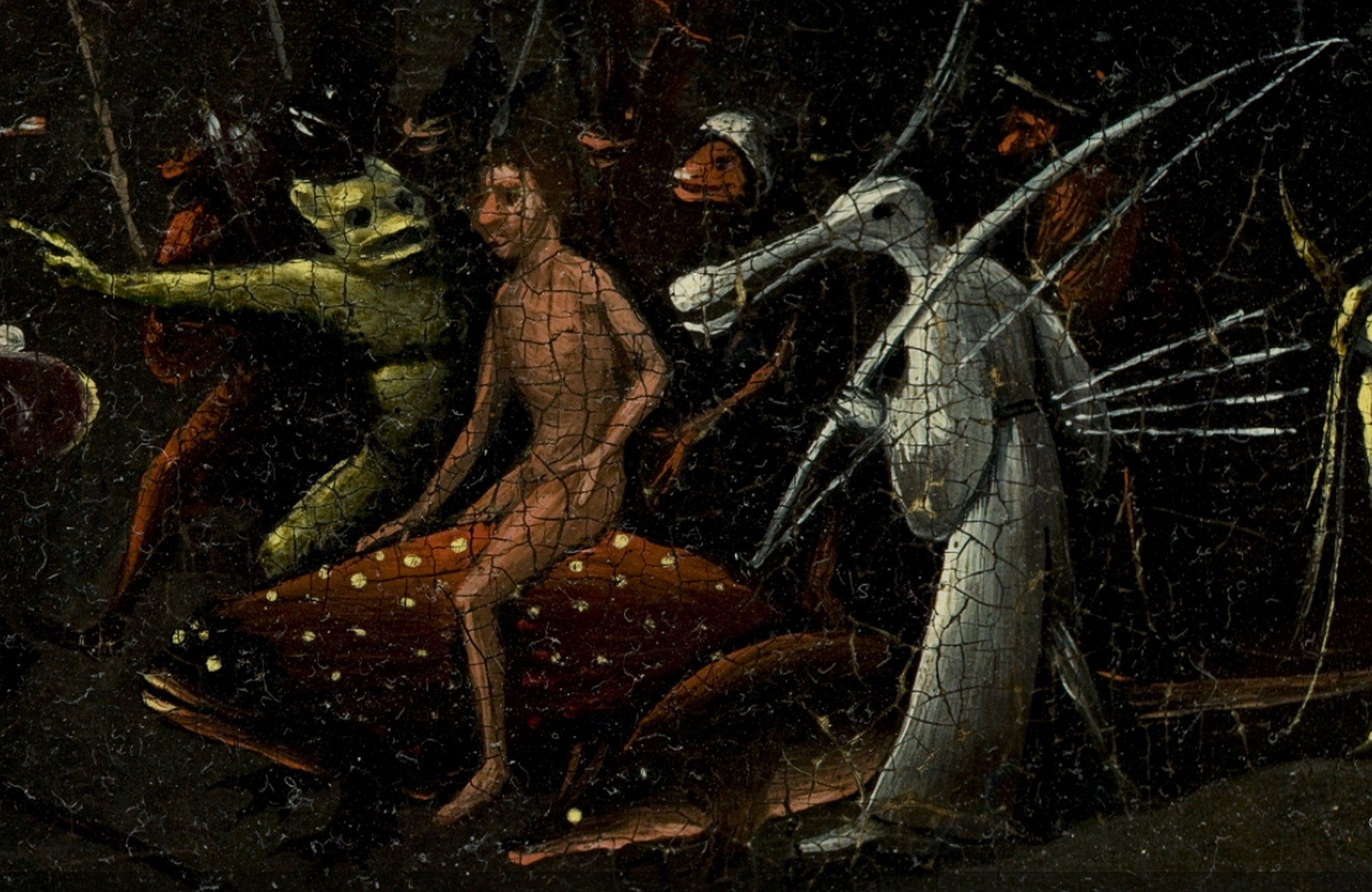
Fragment obrazu Ogród rozkoszy ziemskich, który inspirował van Dykena do tworzenia potworów

Większość z fantastycznych zwierząt opisanych w książce jest odpowiednikami zwierząt na Ziemi, tzn. mieszkańcy Midgaardu jeżdżą na koniach, lecz pod tą nazwą kryją się zwierzęta o jedynie analogicznej funkcji, które nie są dokładną kopią tych ziemskich – mają pewne cechy wspólne z realnymi odpowiednikami. Podobnie jest np. z psami, kozami itp.
Poniżej znajdują się niektóre ze zwierząt tam występujących:
- bystretki – niewielkie, inteligentne zwierzęta podobne do „mangusty, ale o krótkich ogonkach i chwytnych łapkach tak jak ręce u ludzi”[31],
- kowce – zwierzęta kopytne, odpowiednik owiec,
- onagry – zwierzęta wykorzystywane do transportu, mogą być osiodłane lub używane do ciągnięcia bryczki podobnie jak ziemskie onagry,
- baktriany – kopytne zwierzęta, wykorzystywane do przenoszenia towarów, przez pustynię tak jak ziemskie baktriany[32],
- ornipanty – olbrzymie ptaki kroczące, wykorzystywane do transportu, zdolne do podróży przez pustynię[33],
- grendele – agresywne, bardzo zwinne i niebezpieczne potwory z „wąskimi ślepiami przypominającymi fosforyzujące wrzody na obłym, pozbawionym szyi kadłubie”[34]; nawiązanie do Grendela
- żagiewnica – „Wygląda jak podwodny kwiat. Pośrodku ma głowę, wielką niczym głowa wołu, otoczoną oczami płonącymi cudownym światłem we wszystkich kolorach. Cała świeci jak ogromny lampion. Wokół ma płetwy delikatne niczym pióra, pod spodem zaś wieniec macek jak kałamarnica, zaopatrzonych w haki. A jeszcze niżej, wokół zębatej gęby, w której może pomieścić się pół owcy, unosi się w wodzie długi kłąb poruszających się włosów, grubych jak pęd likworośli u nasady i coraz cieńszych dalej. To za pomocą tych włosów żagiewnica zabija morskie stwory, by rozszarpać je potem kolczastymi ramionami. (...) Najlżejsze muśnięcie takiej wici wpuszcza jad, który jest jak płynny ogień.”[35] Jej macki są używane jako broń[28].

Oprócz endemicznych gatunków zamieszkujących planetę, w powieści przedstawiono wiele potworów stworzonych przez van Dykena. Były wzorowane na kulturze ziemskiej m.in. na obrazie Ogród rozkoszy ziemskich Hieronima Boscha.

### Geografia

#### Lodowy Ogród
Miasto na wyspie stworzone przez Olafa Fjollsfinna. Powstało z wyniku wybuchu wulkanu. Jest warownym miastem-twierdzą, stylizowaną na gotycki, zgeometryzowany zamek. Istnieją de fakto dwa Lodowe Ogrody – drugi, ukryty i wewnętrzny, jest miejscem gdzie Fjollsfinn dokonuje eksperymentów, lecząc niektórych Midgarczyków, ale równocześnie indoktrynując i mutując innych, przygotowując swoich magicznych wojowników do walki z innymi Czyniącymi.

### Ogród rozkoszy ziemskich/Muzyczne piekło/Cierń
Domena van Dykena, dedykowana najbardziej pierwotnym instynktom; jej elementy to „niebo” (Ogród rozkoszy ziemskich) i „piekło” (Muzyczne piekło) na ziemi (czyli Midgardzie). Cierń to jego twierdza, wielkie, mechaniczno-magiczne metalowe narzędzie tortur. Domena van Dykena jest inspirowana takimi elementami jak cuda ewangeliczne czy malarskie wizje Boscha.

### Dolina Pani Bolesnej
Rejon kontrolowany przez Passionarię Callo, pod pewnymi względami przypomina rejon baśni, ale równocześnie, koszmaru.

## Odbiór
Po wydaniu pierwszego tomu Pan Lodowego Ogrodu spotkał się z bardzo przychylnym przyjęciem wśród fanów i krytyków, szybko zdobywając kilka najważniejszych polskich nagród literackich science fiction i fantasy. Jeszcze przed premierą tomu IV, w 2012, Agata Połajewska pisząc dla portalu Gazeta.pl, zauważyła, że cykl zdobył znacząca popularność Pisząc o ostatnim tomie, Magdalena Kubasiewicz napisała, że „można [go] śmiało nazwać jedną z najbardziej wyczekiwanych fantastycznych premier tego roku (jeśli nie w ogóle najbardziej wyczekiwaną)”; a podobnie określiła tom III inna recenzentka w 2010. Już w 2012 roku, po premierze ostatniego tomu, tytuł zyskał miano „kultowego”. W 2013 Beatrycze Nowicka zauważyła, że w świecie polskiej fantastyki o cyklu mówi się, że „wstyd [go] nie znać”, a inny recenzent w 2022 nazwał go „klasycznym”. Autora określa się niekiedy jako następcę Andrzeja Sapkowskiego a cykl porównuje się do jego Wiedźmina; a także w skali międzynarodowej, do czy Pieśń lodu i ognia George’a R.R. Martina.

### Recenzje
W 2005 tom I zrecenzował Jacek Dukaj dla czasopisma „Nowa Fantastyka”. Uznał go za "najlepiej napisaną polską fantastyką przygodową" od czasu sagi wiedźmińskiej Sapkowskiego; ale równocześnie uznał utwór za niewystarczająco ambitny w porównaniu do tego, do czego zdolnego uważa Grzędowicza. Za największą zaletę utworu uznał "tak zwaną sprawność pisarską [czyli] sposób opowiedzenia historii". Resztę elementów uznał za sprawnie wykonane lecz niespecjalnie wyróżniające się, zwracając uwagę, że wszystko w tej powieści zostało w zasadzie wykonane już przez kogoś wcześniej: początek powieści to tradycyjny motyw eksploracji nieznanego kosmosu (np. Solaris Stanisława Lema); a następująca po niej sytuacja Ziemianina maskującego się pośród prymitywnych tubylców to Trudno być bogiem braci Strugackich; ta samo za wyeksploatowane uznał pomysł zderzenia "racjonalizmu ze światem magii" także uznał za wyeksploatowany, i konstrukcję głównego bohatera ("z lekka cynicznego komandosa kładącego w mgnieniu oka zastępy wrogów" - choć "pełnokrwistego").
W 2005 tom I zrecenzowała Anna Woźniak dla czasopisma „Lampa”. Recenzentka pochwaliła „szalenie udany finał”, „prosty i logiczny schemat” zapewniający powieści „spójność i lekkość”, a samego autora jako utalentowanego, czego książka jest „mistrzowskim potwierdzeniem”.
Cykl doczekał się szeregu recenzji w portalach o kulturze i fantastyce.

#### Esensja
W 2005 tom zrecenzowała Agnieszka Kawula dla fanzinu Esensja. Książkę oceniła pozytywnie, jako nową pozycję na liście „obowiązkowych lektur fantastycznych... godną mistrzów gatunku”. Styl autora uznała za związany z utworami grozy, w tym dziełami Stephena Kinga, aczkolwiek zwróciła też uwagę na „nieustający smutek, pesymizm pisarza”, który z kolei uznała za podobny do „Pieśni lodu i ognia” George’a R.R. Martina. Za udane uznała kreację bohaterów „które wymykają się schematom, są realne, namacalne i świadczą o niezwykłym kunszcie pisarskim”. Za bardzo udane uznała malownicze nawiązania do malarstwa Hieronima Boscha pod koniec powieści.
W Esensji ukazały się także dwie inne recenzję cyklu. W 2012 tom ostatni zrecenzowała Magdalena Kubasiewicz. Pisząc o ostatnim tomie sagi, stwierdziła, że ją „nie rozczarował, chociaż wciąż za najlepszy uważa[...] pierwszy.” Zwróciła uwagę na różnice między tym tomem a poprzednimi: wiele zagadek świata zostało już rozwiązanych, a dwaj główni bohaterowie, których losy do tej pory było opisywane osobno, spotkali się (pod koniec poprzedniego tomu) i „działają razem”. Z tych powodów fabułę uznała za bardziej przewidywalną, z okazjonalnymi „dłużyznami”, choć „wciągającą” i nie pozbawianą „niebanalnych pomysłów”. Pochwaliła także autora pisząc, że „wciąż czaruje słowem, tworzy niesamowitą atmosferę” a Vuko uznała za dalej „cudownego bohatera”; finał („trochę gorzki, melancholijny [ale] i nie pozbawiający nadziei”) uznała, subiektywnie, za „chyba najlepszy z możliwych”.
Rok później cykl w fanzinie zrecenzowała Beatrycze Nowicka. Przedstawiony świat uznała za ciekawy i stosunkowo oryginalny, a za motyw przewodni uznała pytania o moralności o odpowiedzialności osób władających ponadprzeciętnymi mocami. Za udane udała rozbudowane opisy i prowadzenie dwóch różnych narracji dla dwóch głównych bohaterów, co spowalnia akcję, ale buduje tło i klimat. Pozytywnie oceniła też postać Vuko, i jego „dystans, ironię, zjadliwe komentarze i skojarzenia Ziemianina”. W powieści recenzentka widzi też nostalgią za klasycznymi motywami sf, specyficznie, eksploracji innych światów; Vuko, według Nowickiej, jest przecież „kosmonautą lądującym na obcej planecie”. Recenzentka polemizuje z krytyką powieści odnoszącą się do zdawkowych opisów bohaterów epizodycznych, oraz do dużej liczby wątków pobocznych, które nie wnoszą istotnych treści do fabuły i akcji. Recenzentka uznaje to za celowy i udany zabieg, pisząc, że utwór „jest przede wszystkim opowieścią o losach dwóch protagonistów, nie zaś historią wojny”, dzięki czemu czytelnicy otrzymują „wgląd w psychikę bohaterów”, a także dobrze skonstruowanych głównych bohaterów. Nowicka jednocześnie krytykuje marginalizację roli Filara w ostatnim tomie, pisząc, że staje się on mało znaczącym „chłopcem na posyłki”, co uważa za niezbyt sprawiedliwe dla dobrze rozbudowanej w poprzednich tomach postaci, „obdarzonej charyzmą i mądrością”. Według Nowickiej, dobrze opisana jest też postać Fjollsfinna; a inne postacie mimo wszystko „zostały jednak nakreślone na tyle zgrabnie, że nie wydają się jedynie tłem”. Skrytykowała też drobne nieścisłości i błędy, które powinna wychwycić redakcja (np. wzmiankę o „piramidzie w kształcie graniastosłupa”) czy sam pisarz (niespójne w różnych tomach opisy pewnych miejsc czy przedmiotów, a także logikę magii w uniwersum, która wydaje się jej jednak naginana dla fabuły). W podsumowaniu stwierdziła, że o sukcesie powieści zadecydowaly takie czynniki jak „sprawnie napisane dialogi, dynamiczne bitwy, humor przeplatany bardziej dramatycznymi opisami, niezły styl”, co powoduje, że „powieść Grzędowicza jest jedną z bardziej oryginalnych, a przy tym dobrze napisanych powieści fantastycznych ostatnich lat”.

#### Głos kultury
W 2021 tom I zrecenzowała Elżbieta Buszko dla portalu Głos Kultury. Recenzentka zauważyła, że jest to pozycja „o ogromnej popularności”, mająca wielu zwolenników, ale także pewną liczbę przeciwników. Recenzentka pochwaliła głównych bohaterów („bardzo złożeni, plastyczni”), pisząc też, że mimo tego iż są oni mężczyznami, „książka ma dość wysoki poziom emocjonalny”. Pozytywnie oceniła także fabułę („wyjątkową... wartką i wciągającą”), a równocześnie autora „za jego ogromną wiedzę i jeszcze większą wyobraźnię”, zwracając uwagę na logikę fabuły i liczne odniesienia do „legend oraz starodawnych wierzeń”, a także „nawiązania do artystów takich jak Bosch czy Breugel”. Skrytykowała jednak język („nieodpowiedni rozkład przecinków i układ zdań... kłujący w oczy zwolenników nienagannej polszczyzny”), później jednak pisząc, że „Słowotwórstwo, dobór przymiotników i konstrukcja świata są zadowalające”. Kilka miesięcy później Bruszko zrecenzowała tom II. Według recenzentki, tom ten jest „pełen niesamowitych wizji niczym narkotyczny miraż i psychoza razem wzięte”. Uznała tom za lepszy od poprzedniego pod względem językowym („Tekst jest dużo czystszy, klarowniejszy, zdania bardziej logiczne, krótsze”). Książkę oceniła pozytywnie, pisząc, że „To naprawdę dobra książka... Ma w sobie sarkazm, komedię..., ale też ból, cierpienie i emocje. Dużo emocji. Są też momenty pisane niczym przez poetę”, aczkolwiek „chwilami była dość nużąca”.

#### Paradoks
Dla portalu Paradoks tom I w 2006 zrecenzowała Dominika Rycerz. Książkę pochwaliła jako „napisaną w wyborny sposób”, chwaląc „lekkość pióra” autora, jego „obrazowy i plastyczny” język, tempo akcji, dobrze skonstruowanych bohaterów i nawiązania do różnych aspektów kultury. Podsumowując, książkę nazwała „solidną porcję porządnie zaserwowanej fantastyki”. Rok później tom II zrecenzował Piotr Banach; książkę oceniając jako dobrą, ale nie „wybitną”, pisząc też, że czyta się ja szybko i przyjemnie, ale fabuła nie posuwa się wiele do przodu. Tom III w 2010 zrecenzowała Dominika Kurek. Tom trzeci uznała za udany, lepszy od drugiego („obciążonego długą, oniryczną, nie zawsze porywającą podróżą Drakkainena”). Recenzentka pochwaliła różne formy narracji, z których za najlepsze uznała wątek Vuko, którego komentarze pełne są „ironii i samokrytycyzmu”, i którego wątek najbardziej popycha akcję do przodu. W 2012 ostatni tom zrecenzowała Luiza Dobrzyńska. Cykl oceniła bardzo pozytywnie, pisząc, że jest on „czymś niezwykłym w polskiej literaturze, a można śmiało powiedzieć, że i w światowej”, z unikalną atmosferą i stylem. Za najmocniejsze strony uznała „zadziwiającą i fascynującą łatwość” przeskakiwana pomiędzy różnymi stylami narracji; lekki styl autora; filozoficzne zagadnienia (takich jak „destrukcyjny wpływ źle pojętej religijności na społeczeństwo”, czy krytykę schematu popularnego w sf – „najlepszego z Ziemian, wysłanego w szlachetnej misji...”). Zwróciła też uwagę na pojawiające się w tomie liczne nawiązania do kultury masowej (zwłaszcza filmów sf – m.in. Gwiezdnych wojen, Star Treka i Awatara). Zakończenie uznała za „zaskakujące i niekonwencjonalne”.

#### Poltergeist
W 2005 tom I zrecenzował dla portalu Poltergeist (polter.pl) Michał Sołtysiak. Ocenił ją pozytywnie jako „rozrywkową książkę z klasą”, „świetną i bezpretensjonalną”, w większości albo nie powielającą znanych schematów, albo wykorzystującą je znacznie powyżej przeciętnej. Fabułę ocenił jako „barwną... szybką i pełną fajerwerków... nie nowatorską, ale nie boleśnie sztampową”. Głównego bohatera opisał jako „odrobinę komiksowego, ale nie papierowego”. Pochwalił styl autora, który ma „świetne pióro i warsztat”, w tym jego „stylistyczne zabiegi” takie jak nawiązania do kultury i stylistyki japońskiej i skandynawskiej. Przeskoki narracji między pierwszo- i trzecioosobową uznał jednak za nieco niezręczne. Książkę ocenił na 8/10.
W 2009 tom III zrecenzował dla portalu Marcin Zwierzchowski. W książce docenił nawiązania do popkultury i zabawy z konwencją fantasy, a także „kunsztowny styl [i] wyśmienite opisy, będące mistrzowskim popisem połączenia bogatej wyobraźni z niebanalnymi umiejętnościami językowymi i świetnym czuciem tempa tekstu”. Długość cyklu uznał za celowy i udany zabieg autora, który przygody bohaterów opisuje szczegółowo, „dzień po dniu”, ale dzięki swojemu kunsztowi, robi to sprawnie, a historia „nie nuży”; według recenzenta „zapewne tę samą historię można byłoby opowiedzieć w jednym tomie, ale tylko byśmy na tym stracili”. Historię Vuko, którego opisał jako mieszankę Geralta i detektywa Marlowe’a, pochwalił za czarny humor i nie prześmiewczą ironię, ale za bardziej ciekawą, subiektywnie, ocenił historię Filara, która opisał jako historię „zmagań młodzieńca z narzuconą mu przez życie rolą”. Książkę ocenił na 9.5/10.
W 2011 tom III zrecenzował dla portalu Michał Sieńko. Recenzent zwrócił uwagę na „przeplatanie motywów typowych zarówno dla science-fiction, jak i dla fantasy”, co uznał za charakterystyczne dla całego cyklu. Książkę opisał jako „misternie skonstruowaną [i] wielopłaszczyznową”, intertekstualną, zawierającą wiele egzystencjalnych refleksji i możliwości interpretacyjnych, co uznał za cechy utworu postmodernistycznego (którymi, dla Sieńki, ten utwór wprost „ocieka”), a książkę uznał za dowód, że fantastyka nie musi być prosta lekturą dla zabicia czasu. Zwrócił też uwagę na przeznaczone dla bardziej wyrafinowanych czytelników łączenie konwencji literackich („fantasy, sf, powieści przygodowej, sielanki, realizmu magicznego czy oniryzmu”) i nawiązania do dzieł klasycznych takich jak Jądra ciemności Josepha Conrada czy Ulisses Jamesa Joyce’a, twórczość Jamesa Matthew Barriego, Hieronima Boscha, braci Grimm, ale także do mitologii nordyckiej i dzieł nowszych, popkulturowych – twórczości Andrzeja Sapkowskiego czy muzyki Jeanette. Recenzent pochwalił konstrukcję świata, jako „kompletną” i bardzo szczegółową, pisząc, że autor „stworzył zupełnie nową, tętniącą życiem i atrakcyjną dla czytelnika rzeczywistość”. Za udaną uznał też konstrukcję głównego bohatera. Pisząc o tomie III, zauważył, że pod jego koniec łączą się historię głównych bohaterów, które to tego czasu były pisane tak odmiennie, że można było odnieść wrażenie, „że czyta dwie zupełnie inne powieści”. Powieść uznał za „jedną z najlepszych fantastycznych książek, jakie miał okazję przeczytać... godną polecania każdemu”, nie tylko miłośnikom fantastyki, ale ogólnie, wszystkim miłośnikom literatury popularnej. Książkę ocenił na 9/10.
W tym samym roku tom trzeci zrecenzował dla portalu Sławomir Jurusik. Recenzent pochwalił warsztat autora jako „wciągający”. Pozytywnie ocenił humor, zarówno w formie sarkastycznych komentarzy, jak i zabawy autora symbolami współczesnej kultury. Odniósł się też do długości cyklu, pisząc, że choć jest to utwór długi, nie jest on „na siłę spowolniony”; przeciwnie, „Długie opisy i szczegółowe komentarze budują za to specyficzny klimat”. Za bardziej udany uznał wątek Filara, podczas gdy wątek Vuko ocenił jako niezbyt oryginalny i przegadany. W swojej recenzji negatywnie odniósł się jednak do zakończenia tomu, opisując wieńczący go cliffhanger jako „mocno krytykowanym przez czytelników”; problem ocenił jako niezbyt udaną próbę połączenia wątków dwóch głównych bohaterów. W podsumowaniu uznał tom trzeci za lepszy od poprzedniego, ale nie od pierwszego; a książkę ocenił na 8/10. Rok później zrecenzował ostatnio tom, oceniając go jako mniej udany od poprzednich (oceniając go na 7/10). Skrytykował „przesyt, spowodowany opisami kolejnych, nieistotnych dla głównego wątku starć, które zdają się ciągnąć w nieskończoność”; chaotyczne opisy bitew, brak „zapadających w pamięć dialogów”, przewidywalne zamknięcie wątku Filara, i pewne „idiotyczne” elementy zakończenia związane z finałem konfliktu między Ziemianami (także za nieudany uznała ten fragment Nowicka). Pochwalił jednak ogólną konstrukcję fabuły, która unika zbytniego „zanudzania”, i kończy się „epickim finałem”, zamykającym większość wątków. W podsumowaniu napisał, że „mimo wszystkich wad”, jest to tom po który „sięgnąć warto”, zwłaszcza w przypadku czytelników poprzednich części, gdyż w oczywisty sposób „stanowi dowód spójnego konceptu, za który Grzędowiczowi należą się brawa”. Sam cykl ocenił jako „zasługujący na uwagę” z powodów takich jak „interesujący, zróżnicowany i sprawiający wrażenie autentycznego świat, wielowymiarowi bohaterowie i nietypowy pomysł połączenia elementów typowych dla konwencji science fiction i fantasy”.
Też w 2012 pierwsze trzy tomy zrecenzował Tomasz Lisek. Za najlepszy uznał tom pierwszy, pozytywnie oceniając „pochłaniający” świat, i „sympatycznego” protagonistę (Vuko); fabułę opisał jako „nie skomplikowaną, ale spełniającą dobrze swoje zadanie”. Drugi tom ocenił słabiej, pisząc, że fabuła posuwa się do przodu tylko minimalnie; wątek Vuko obfituje w „dłużyzny... oraz rozwiązania typu deux ex machina”, a finał tomu jest „mało satysfakcjonujący z racji nikłego wpływu, jaki wywierają na główny wątek opisane w nim wydarzenia”. Negatywnie ocenił także „nieprawdopodobnie frustrujący cliffhanger”, aczkolwiek zabieg ten uznał za podobny do zakończenia najlepszego tomu pierwszego. Pisząc o całym cyklu, za jego najmocniejszą stronę uznał bogato opisany świat przedstawiony, który „nie jest wprawdzie wyjątkowo oryginalny”, ale jest „pochłaniający”, a także „klimatyczny”, sprawiający wrażenie „prawdziwego, żywego”. Pochwalił tutaj pióro autora, zauważając, że Grzędowicz „o tematach nudnych umie napisać w tak gawędziarski sposób, że pochłania się kolejne strony nie zwracając uwagi na upływ czasu”, i „świetne” sceny akcji (walki). Bohaterów pierwszoplanowych uznał za udanych („ich charaktery nie są bardzo skomplikowane, ale rozterki które przeżywają dodają im głębi, a nade wszystko, Vuko i Filar wydają się zwyczajnie sympatyczni i ludzcy”); skrytykował jednak kreację bohaterów drugoplanowych, pisząc, że są niedopracowani i mało wymiarowi („każdy ma góra dwie wyróżniające z tłumu cechy, i to by było na tyle”). W podsumowaniu ocenił serię jako nie będącą dziełem „wybitnym, kamieniem milowym fantasy – tylko, lub aż, bardzo dobrą powieścią fantasy na długie jesienne wieczory”.
W 2021 tom I zrecenzował dla tego portalu Michał Gola. Recenzent uznał fabułę i postacie za przeciętne, ale pochwalił natomiast „żywy, złożony świat” Midgardu, przez który „książkę czyta się z przyjemnością i zainteresowaniem”. W 2022 Gola zrecenzował dla tego portalu pozostałe tomy. W tomie II skrytykował brak powiązania wątków Vuko i Filara, a także brak świeżości widoczny w pierwszym tomie. Tom III uznał za plasujący się pomiędzy pierwszym (najlepszym) a drugim (najsłabszym), zwracając uwagę, że „nareszcie” zaczynają zazębiać się wątki głównych bohaterów. Skrytykował jednak fabułę jako powolną, a ewolucję postaci jako sporadyczną. Pisząc o ostatnim tomie, Gola skrytykował wszystkie wątki poboczne, włącznie z historią Fila, pisząc, że „żaden z nich nie ma ostatecznie większego wpływu na przebieg fabuły – gdyby usunąć wszystkie z nich, całość mogłaby się potoczyć niemal w identyczny sposób”. Negatywnie ocenił też fakt, że „w większości kluczowych momentów okazuje się, że taka czy inna postać zmienia obraz sytuacji dzięki zdolności, o której wcześniej nie padło ani słowo”, co podważa wartość opisywania świata i panujących w nim zasad, które okazuje się być po prostu „laniem wody”. Pochwalił jednak „bogaty styl autora i duże urozmaicenie... scen”. Według recenzenta, seria nie zawiera nowatorskiego przesłania, ponieważ zawarty w cyklu przegląd różnych sposobów na stworzenie i zarządzenie społeczeństwem jest „interesujący, to trudno się w nim doszukiwać jakichś głębszych wniosków – fakt, że ustroje totalitarne bazują na opresji i skutkują ludzką krzywdą trudno traktować jak wielkie odkrycie”. W podsumowaniu uznał cykl za „udany”, ale „rozwodniony” (zwłaszcza w ostatnim tomie); dobry dla czytelników, którzy chcą poznać „obce światy i kultury”, i spędzić dużo czasu z bohaterami, a którym nie będzie przeszkadzał brak „skondensowanej fabuły” i mnogość mało znaczących detali i wątków pobocznych. Poszczególne tomy ocenił, w skali 1-10, na 8,7,7 i 7.
Dla tego portalu tom I, także w 2021, zrecenzowała też Katarzyna Gałańczuk.. Pochwaliła autora za jego „pomysłowość” i wyobraźnię, a jego styl jako „szczegółowy [i] wnikliwy”, a także zabawny. Tom oceniła na 8.5/10, aczkolwiek zwróciła uwagę, że ocena jest trudna, ponieważ nie domyka on żadnych wątków. W odróżnieniu od Goli, uznała wątki poboczne jako „głęboko przemyślane... i zastosowane tylko wtedy, jeśli faktycznie jest potrzebne”. Gałańczuk zrecenzowała też tom III w kolejnym roku. Oceniła go jako mniej udany od pierwszego, pisząc, że nic znaczącego się nie zmieniło w porównaniu do poprzednich części; bohaterowie kontynuują swoją podróż, która jednak nie wnosi nic odkrywczego. Recenzentka pochwaliła w nim zabawy językiem i stwierdziła też, że „poznawanie kolejnych perypetii bohaterów jest naprawdę satysfakcjonujące” aczkolwiek historię uznała, subiektywnie, za niepotrzebnie wydłużoną. Tom oceniła na 7/10, a cały cykl opisała jako „klasykę polskiej fantastyki”.

## Analiza
Seria jest zwykle opisywana jako łączącą gatunki fantasy i science fiction. Według Anity Całek powieść należy do gatunku science fantasy (przy czym niekiedy, rzadziej, opisywana jako należąca do gatunku techno fantasy). Powieść ma też elementy utopijne i nawiązujące do fantastyki socjologicznej. Została też zaliczona do fantasy postmodernistycznej, nazywanej czasem postfantastyką, a także do gatunku planetary romance i New Weird.
Całek cykl uznała za posiadający bogaty „kontekst kulturowy oraz literacki”. Według Całek, powieść zawiera liczne nawiązania do klasyki literatury (takich jak Edda starsza, Beowulf, Kalevala, a także utworów nowszych takich jak Jądro ciemności, My, Opowieść podręcznej, Pieśń lodu i ognia), a także sztuki (np. malarstwa Hieronima Boscha).
Według Całek, powieść jest skomplikowana i może być analizowane z wielu perspektyw. Jednym z wątków serii jest eksploracja obcego życia i kultury. Innym jest temat kontaktu z Obcymi.
Ksenia Olkusz dokonała analizy powieści pod kątem wizualnego aspektu powieściopisarstwa Grzędowicza, zwłaszcza w kontekście jego inspiracji malarstwem Boscha. Według Olkusz, Grzędowicz nie tylko wykorzystuję symbolikę Boscha, ale także naśladuje atmosferę i techniki kreowania przestrzeni, poprzez fabularyzowanie jego wizji. Olkusz zwróciła uwagę, że podróż Vuko przez domenę van Dykena znacząco przypomina podróż przez trzy części tryptyku Boscha Kuszenie św. Antoniego, a także nawiązania do innych dzieł Boscha (m.in. Wóz z sianem, Wędrowiec). W ten sposób, według Oklusz, Grzędowicz nawiązuje, ale także polemizuje, z filozofią Boscha (m.in. jansenizmem i transcendencją, zwłaszcza „przenikaniem się sfery sacrum i profanum”).
Niektórzy recenzenci podkreślili, że istnieją znaczące różnice między stylami wątków Vuko i Filara głównych bohaterów. Sam autor w wywiadzie także zwrócił uwagę, że te dwa wątki przedstawiają różne punkty widzenia i rodzaje narracji.

### Utopie
Jedna z recenzentek cyklu napisała, że „Trzeci tom wreszcie mówi nam wprost, że motywem przewodnim cyklu jest zrozumienie pojęcia „utopia” i zbadanie, czy coś takiego jest możliwe do zrealizowania”.
Element ten – utopie Midgardu – doczekał się analizy w badaniach naukowych. Według Całek, „jedną z podstawowych kwestii [powieści] jest władza oraz to, w jaki sposób się z niej korzysta”. W powieści znaleźć można krytykę czterech różnych systemów władzy, które przybysze z Ziemi, poprzez swoją inżynierię społeczną, próbują narzucić społeczeństwu Midgardu jako „idealne”. Całek wymienia tutaj:
- ideę „oświeconej wolności” tytułowego Lodowego Ogrodu Drakkainena, reprezentującą klasyczną literacką tradycję utopii. Pozornie idealny, posiada jednak ukryte, mroczne tajemnice, które realistycznie zamieniają go, tak jak i inne systemy w książce, w dystopię. Mimo iż Fjollsfinn sam krytykuję ustrój totalitarny, stosuje jednak zasadę „cel uświęca środki”: przygotowując się do obrony wyspy przed inwazją innych Czyniących, przekształca niektórych mieszkańców swej wyspy w magicznych wojowników, nie zawsze za ich świadomym zrozumieniem i zgodą;
- idea władzy absolutnej i totalitaryzmu Ogródu rozkoszy ziemskich van Dykena. Van Dyken próbuje stworzyć „nowych ludzi”, operując najbardziej pierwotnymi instynktami, z systemem nagród opartym na przyjemności i strachu (rozkosz i śmierć). Według Całek, utopia van Dykena „bliska jest [...] wyobrażeniom tak historycznym (totalitaryzmy), jak i literackim (klasyczne dystopijne wyobrażenia światów rządzonych przez pożądanie i brak rzeczy podstawowych dla egzystencji). W sposób skrajny pokazuje, do czego prowadzi nadmiar władzy i przejęcie roli Boga Stworzyciela”;
- utopia ładu społecznego kultu Podziemnej Matki Freihoff. Według Całek, jest to „świat oddany totalitarnej władzy religii”. Utopia Freihoff przypomina wizję Margaret Atwood z Opowieści podręcznej, ale odwróceniu ulegają role płci; Całek piszę, że „Skoncentrowanie problematyki na seksualnych rolach mężczyzny i kobiety, przebudowanie hierarchii społecznej zgodnie z matriarchalnym wzorcem oraz przypisanie kobietom kierowniczej roli w społeczeństwie zbudowanym jak wielkie, religijne komuny to zdecydowanie dystopijny rys tej utopii”. Pod pewnymi względami jest to „kobieca, feministyczna wersja” utopii van Dykena i „tych samych potrzeb, a więc władzy, seksualnego pożądania, dominacji jednej płci nad drugą”; aczkolwiek jest ona bardziej „wspólnotowa” i bardziej skoncentrowana na wymiarze psychologicznym niż utopia van Dykena.
- utopia eudajmonistyczna Callo w jej Dolinie Pani Bolesnej. Utopia Callo ma „w zamierzeniach... prowadzić do indywidualnego szczęścia jednostek”, jest ona jednak zniekształcona przez depresję Callo. Domena Carlo podporządkowana jest jej podświadomości, w tym znacząco, jej traumie z powodu gwałtu; prowadzi to między innymi do krytyki stosunków seksualnych (poza masturbacją), i wszystkich „gwałtownych emocji” (zarówno negatywnych, jak i pozytywnych). Według Całek, „Wzorcowym modelem utopijnym, zdyskredytowanym w Dolinie, jest Roussowskie „wychowanie w stanie natury”. Docelowym staniem mieszkańców doliny jest mutacja w zwierzęta, uznawane za lepsze od ludzi; podobnie więcej praw mają dzieci niż dorośli. Inne cechy tej utopii to „kolektywizm, uniformizacja społeczeństwa, absolutna równość, kult jednostki [i] współprzeżywanie emocji”.

Poza czterema ziemskimi utopiami, Całek zwraca także uwagę na zawartą w książce krytykę systemu władzy zastanego w Midgardzie, który oparty jest na zamrożeniu tamtejszego społeczeństwa w realiach średniowiecznych (a gdy społeczeństwo zaczyna się rozwijać poza ten poziom, bogowie Midgardu zwyczajowo dokonują „resetu”, wymazując masowo pamięć mieszkańcom planety i niszcząc ich postęp). W tym kontekście Całek cytuje fragment powieści, przedstawiający motywacje trójki ziemskich antagonistów:

Van Dyken, Freihoff i Callo. Ich zdaniem odkryliśmy coś, co jest absolutnym Kamieniem Filozo-ficznym. Kluczem do przyszłości. Odkryciem wszech czasów. Prometejskim ogniem i tak dalej. I nawet nie chodziło im o obfitość dóbr, koniec głodu i dobrobyt dla wszystkich. Najbardziej cieszyło ich, że teraz można ziścić republikę filozofów. Odkurzyć te wszystkie cudowne, niewykonalne idee społeczne, które rozbiły się o naturę ludzką. Stworzyć nowego, lepszego człowieka i nowy, lepszy świat. Mając magię w rękach, można tworzyć utopie. Kiedy natura ludzka stanie na drodze, można ją ukształtować jak plastelinę. Koniec nietolerancji, przemocy, nierówności, nędzy i chorób. Utopia (PLO, III: 289-290)

W podsumowaniu swojej analizy Całek zauważa, że książka jest krytyką utopii, której tworzenie autor uznaje za nieetyczne.
Podobnie, choć krócej, o społeczeństwach Midgardu pisał w swoich recenzjach Gola. Gola wyróżnił tutaj tradycyjne systemy władzy (plemienne i monarchiczne), „totalitarne antyutopie” van Dykena i Freihoff, „pacyfistyczną komunę” Callo i „dobrotliwą dyktaturę” Drakkainena.

### Narratorzy
W powieści występuje dwóch głównych narratorów:
- Vuko Drakkainen – dynamiczna narracja pierwszoosobowa w czasie teraźniejszym z punktu widzenia mieszkańca Ziemi
- Filar, syn Oszczepnika – narracja pierwszoosobowa w czasie przeszłym z punktu widzenia mieszkańca Midgaardu, spokojna, przedstawiona jako wspomnienia po latach

Spotyka się też okazjonalnie trzeciego narratora, Cyfral – jest to narracja trzecioosobowa w czasie przeszłym, występuje w momencie aktywacji implantu, zwykle w scenach akcji.

### Vuko Drakkainen
Postać Vuko doczekała się szeregu analiz w literaturze. Całek wróciła uwagę, że postać Vuko jest inspirowana bohaterem klasycznego utworu science fantasy, Świat Rocannona Ursuli K. Le Guin (1966). Omawiając rolę Vuko zwróciła uwagę na jako miejsce jako pośrednika między kulturą ludzi (Ziemian) i obcych (mieszkańców Midgaardu). Analizując postać Vuko, zwróciła tutaj uwagę na pojęcie obcości i figurę Obcego w kontekście teorii Bernharda Waldenfelsa Całek zauważa, że Drakkainen nie wierzy w możliwość zaistnienia utopii; dlatego też jest protagonistą powieści, sprzymierzeńcem mieszkańców Midgardu (a następnie, po swoim zmartwychwstaniu, sam staje się jego mieszkańcem, zmieniając się z Obcego w Swojego) i niszczycielem utopii.
Karolina Kowalczyk określiła Vuko jako mającego wiele cech baśniowego bohatera. Zauważa, że chociaż Vuko jest generalnie sympatycznym bohaterem, z którym czytelnicy mogą się identyfikować, ma też wady. Jedną z nich jest rodzaj suprematystycznej wyższości wobec tubylców, których często uważa za gorszych, porównując swój status „przybysza z zaawansowanej cywilizacji” do ich statusu „prymitywnych barbarzyńców”. Kowalczyk omawia także historię Vuko jako przykład asymilacji kulturowej i akceptacji „innego”, gdyż w całej książce Vuko, odcięty od kontaktu z Ziemią, coraz bardziej ulega wpływom i akceptuje lokalną kulturę.
Olkusz z kolei spojrzała na postać Vuko jako na archetyp żołnierza lub wojownika, omawiając jego rolę bohatera („wojownika fantasy”) i jego aspekty („archetypy charakterystyczne dla kilku tradycji wojowniczych”), takie jak bycie komandosem, genetycznie zmodyfikowanym nadczłowiekiem lub superżołnierzem. Omawia ewolucję bohatera-wojownika, analizując także ukazaną w serii koncepcję kultury wojownika, zwracając uwagę na liczne inspiracje i nawiązania do mitologii skandynawskiej i kultury japońskiej. W kontekście nawiązań do tego pierwszego kręgu kulturowego, Olkusz wymienia m.in. liczne nawiązania do skandynawskiego mitu wojownika i podobieństwo historii Vuko a mitologicznego Odyna. Zwraca także uwagę na chorwackie imię bohatera, Vuko, które ma także liczne skojarzenia z symboliką wojowniczości taką jak berserkerowie; podobnie jego pseudonim Ulf i przydomek Nocny Wędrowiec nawiązują do skandynawskiej Sagi o Egilu. W kontekście nawiązań do kultury japońskiej zwraca uwagę na koncepcję samuraja (do której coraz bardziej zbliża się Vuko, w trakcie ewolucji swojej postaci w książce – najpierw fizycznie, a potem duchowo) i fakt, że Vuko był szkolony w walce bronią białą na sposób dalekowschodni; określa swoje niektóre ruchy terminologią japońską (np. hassō-no-kamae). W innym artykule z kolei Oklusz opisała Vuko jako postać inspirowaną postacią św. Antoniego, jako niezłomnego, samotnego bohatera przeciwstawiającego się złu i wierzącego w dobro.

## Nagrody
- Dzieło Roku 2005 Farenheita (2006)[65]
- Zajdel (2006)[66].
- Sfinks (2006, 2010)[66]
- Nautilus (2009)[67]

Tomy 2-4 były nominowane do Nagrody Literackiej im. Jerzego Żuławskiego.

## Tłumaczenia
- wydanie czeskie[71]:
  - Pán ledové zahrady 1, wyd. Triton, Praga, 2007, ISBN 978-80-7387-031-7[72]
  - Pán ledové zahrady 2, wyd. Triton, Praga, 2008, ISBN 978-80-7387-150-5[73]
  - Pán ledové zahrady 3, wyd. Triton, Praga, 2011, ISBN 978-80-7387-442-1[74]
  - Pán ledové zahrady 4, wyd. Triton, Praga, 2013, ISBN 978-80-7387-711-8[75]
- wydanie rosyjskie:
  - Владыка Ледяного Сада: Ночной Странник, wyd. AST, Moskwa, 2017, ISBN 978-5-17-102084-2[76]
  - Владыка Ледяного Сада: В сердце тьмы, wyd. AST, Moskwa, 2017, ISBN 978-5-17-106005-3[77]
  - Владыка Ледяного Сада: Носитель судьбы, wyd. AST, Moskwa, 2018, ISBN 978-5-17-106777-9[78]
  - Владыка Ледяного Сада: Конец пути, wyd. AST, Moskwa, 2018, ISBN 978-5-17-109322-8[79]
- wydanie białoruskie
  - Гаспадар Ледзянога Саду (Gaspadar Ledzânoga Sadu), wyd, A.M. Ânuškevìč, Minsk, 2019, ISBN 9789857210213[80]

## Gra planszowa

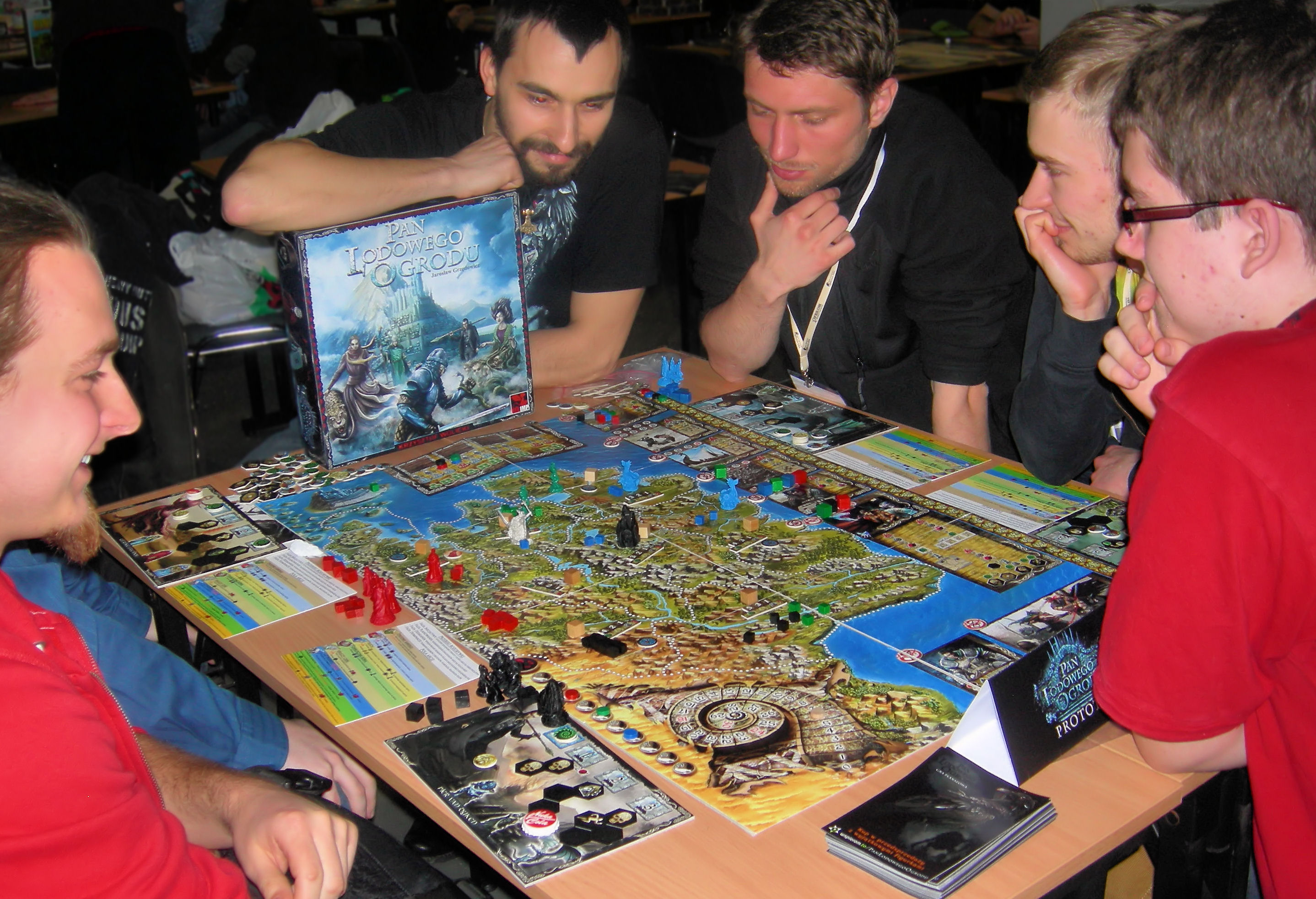
Prototyp gry „Pan Lodowego Ogrodu”, Pyrkon 2014

W 2013 roku rozpoczęły się prace nad przygotowaniem gry planszowej „Pan Lodowego Ogrodu”. W 2014 gra została wydana w Polsce pomocy serwisu crowdfundingowego wspieram.to a wersja angielska, przy pomocy serwisu Kickstarter.

## Gra komputerowa
W 2024 rozpoczęły się prace nad przygotowaniem gry komputerowej opartej na powieści. Gra będzie tworzona przez studio Mighty Koi i ma nosić tytuł Nocny Wędrowiec (Night Wanderer). W marcu 2024 termin premiery gry nie był jeszcze znany (prawdopodobnie nie nastąpi ona wcześniej niż 2026 lub 2027).
W wywiadzie w 2012 Grzędowicz uznał tytuł Wędrowiec dla cyklu jako mniej udany niż Pan Lodowego Ogrodu, m.in. z tego powodu, że jest to tytuł innych utworów, m.in. powieści Fritza Leibera.

## Inne media
W 2012 singiel promujący powieść wydał zespół El Voltage. 